# Lytta biguttata
Lytta biguttata es una especie de coleóptero de la familia Meloidae.

## Distribución geográfica
Habita en México y en Montana, Arizona y Nuevo México en Estados Unidos.